# Regionflughafen Central Nebraska

i8
i11
i13
Der Central Nebraska Regional Airport (IATA-Code: GRI, ICAO-Code: KGRI) ist ein öffentlicher Flughafen auf 563 m Seehöhe, 3 km nordöstlich von Grand Island im Hall County, Nebraska in den Vereinigten Staaten. Die Fläche des Flughafens beträgt 747 ha. Er hat zwei Betonpisten, mit 2134 m Länge und 2014 m Länge.

## Geschichte
In den 1920er Jahren war die erste Landebahn von Grand Island eine Grasfläche am Ende der East Fourth Street, wo der erste Nachtluftpostflug stattfand. Die Stadt übernahm den Flugplatz im Jahr 1928. Während des Zweiten Weltkriegs wurde das Arrasmith Field (der ursprüngliche Name) von der US-Armee beschlagnahmt und der Flughafen wurde als Grand Island Army Air Field bekannt. Hier wurden Piloten für die schweren B-17- und B-29-Bomber ausgebildet. Der Flugplatz wurde 1948 zur zivilen Nutzung an die Stadt zurückgegeben und als Grand Island Municipal Airport von der Stadt betrieben.
United Airlines stellte GRI Mitte der 1930er Jahre den ersten kommerziellen Flugdienst zur Verfügung, als der Flughafen als Zwischenstopp auf der transkontinentalen Flugroute von United zwischen San Francisco und New York hinzugefügt wurde. Viele andere Städte wurden auf dieser Route bedient, darunter Sacramento, Reno, Salt Lake City, Denver, Lincoln, Omaha, Des Moines, Moline, Chicago, Toledo und Cleveland. United begann mit dem Einsatz von Boeing 247-Flugzeugen und rüstete später mit Douglas DC-3 und Convair 340 auf. Der Dienst wurde bis 1959 fortgesetzt, als Frontier Airlines übernahm. Frontier Airlines (1950) fing 1959 an, GRI auf einer Strecke zwischen Denver und Kansas City zu bedienen, die in Cheyenne, Scottsbluff, North Platte, Grand Island, Lincoln, Omaha und St. Joseph Halt machte. Die Fluggesellschaft nahm ihren Dienst mit Convair 340-Flugzeugen auf und rüstete Mitte der 1960er Jahre auf Convair 580 auf. Im Jahr 1970 führte Frontier den Boeing 737-200-Jet-Service für GRI mit Direktflügen nach Denver und Omaha ein, und gelegentlich wurde ein Direktflug nach Chicago, Kansas City und Dallas/Fort Worth, Phoenix und Las Vegas angeboten. Der Jet-Service von Frontier endete 1984 und wurde durch Frontier Commuter mit Convair 580 ersetzt, aber der gesamte Service endete Anfang 1985.
1970 gab die Stadt die Verantwortung für den Flughafen auf und er kam unter die Leitung einer fünfköpfigen, gewählten Hall County Airport Authority. Im Mai 1985 wurde der Name von Hall County Regional Airport in Central Nebraska Regional Airport geändert.
Von den späten 1970er bis in die 2000er Jahre wurde GRI von einer Reihe kleinerer Zubringerfluggesellschaften bedient. Mehrere dieser Fluggesellschaften operierten im Auftrag großer Fluggesellschaften wie United Express und Continental Express. Nach 1990 bediente jeweils nur eine Fluggesellschaft GRI, da der Flughafendienst im Rahmen des Bundesprogramms Essential Air Service subventioniert wurde, in dem eine bestimmte Fluggesellschaft einen solchen Dienst erhält. Air Wisconsin war zwei Mal für GRI tätig; 1979–1981 mit einer Route nach Minneapolis mit Zwischenstopp in Lincoln mit Fairchild Swearingen Metroliner und 1985–1986 mit einer Route zum Chicago O’Hare International Airport mit Zwischenstopp in Lincoln mit BAC One-Eleven-Jets. Air Nebraska, 1980–1981, mit einer Strecke Kearney – Grand Island – Omaha – Kansas City mit einer Embraer EMB 110 Bandeirante. Pioneer Airlines diente GRI von 1983 bis 1986 im Auftrag von Continental Airlines als Continental Commuter. Die Fluggesellschaft flog nach Denver und Omaha mit Stopps in Städten in ganz Nebraska und setzte Beechcraft Model 99 und Fairchild Swearingen Metroliner-Flugzeuge ein. Rocky Mountain Airways nahm 1985 den Betrieb entlang der Route Denver – Scottsbluff – North Platte – Grand Island – Lincoln – Omaha auf, die auch als River Route bekannt ist, da sie hauptsächlich Städte entlang des Platte River bedient. Rocky Mountain ging 1986 eine Codeshare-Allianz mit Continental Airlines ein und operierte als Continental Express, bevor sie 1987 ihren Dienst einstellte. Die Fluggesellschaft setzte Flugzeuge vom Typ de Havilland Dash 7 ein. Air Midwest begann ihren Dienst im Jahr 1982 mit Strecken nach Lincoln, Omaha und Kansas City mit Fairchild Swearingen Metrolinern. Im Jahre 1986 nahm die Fluggesellschaft den Betrieb als Eastern Express im Auftrag von Eastern Air Lines auf, und 1988 wechselte Air Midwest ihre Allianz zu Braniff Airways, die als Braniff Express operierte. Eine Saab 340 wurde eine Zeit lang als Eastern Express eingesetzt. Der Dienst endete 1989.
Midcontinent Airlines nahm ihren Dienst 1986 mit Flügen nach Kansas City und Omaha auf. 1987 nahm die Fluggesellschaft neben Air Midwest auch den Betrieb als Braniff Express auf. Midcontinent setzte Embraer EMB 110 Bandeirante und Fairchild Swearingen Metroliner Flugzeuge ein. Nach dem Zusammenbruch von Braniff im Jahr 1989 flog Midcontinent unter ihrer eigenen Identität nach Kansas City, bevor sie 1990 seinen Dienst einstellte. GP Express Airlines hatte ihren Hauptsitz in Grand Island und nahm 1987 den Betrieb entlang der River Route auf, nachdem Rocky Mountain/Continental Express ihren Dienst eingestellt hatte. Flüge nach Kansas City und Minneapolis kamen 1990 hinzu und die Fluggesellschaft ging 1994 eine Codeshare-Allianz mit Continental Airlines ein, die als Continental Connection operierte. GP Express verwendete Beechcraft Model 99 und Beechcraft 1900C Flugzeuge.
Great Lakes Airlines nahm den GRI-Dienst 1996 nach dem Zusammenbruch von GP Express auf. Great Lakes operierte als United Express im Auftrag von United Airlines mit Beechcraft 1900D-Flugzeugen. Denver, Chicago, Minneapolis und Omaha wurden direkt bedient.
Air Midwest kehrte über eine Code-Sharing-Vereinbarung als US Airways Express im Namen von US Airways zu GRI zurück. Die Fluggesellschaft nahm ihren Dienst am 29. Oktober 2006 mit zwei täglichen Flügen zum Omaha Epley Airfield und einem täglichen Flug zum Kansas City International Airport auf. Air Midwest beendete ihren Dienst im Mai 2008, Der aktuelle Anbieter American Eagle nahm 2011 seinen Dienst auf. American Eagle, die im Auftrag von American Airlines operiert, begann ihre Dienste für GRI am 9. Juni 2011 mit zwei täglichen Flügen nach DFW mit Embraer 145-Regionaljets. Allegiant Air startete 2008 mit Flügen nach Las Vegas und fügte später Flüge zum Phoenix-Mesa Gateway Airport hinzu. Im Jahr 2016 wurden kurzzeitig Flüge zum Orlando Sanford International Airport hinzugefügt. Geflogen wird in der Regel an zwei Tagen pro Woche. Allegiant nahm den Dienst mit McDonnell DouglasMD-80-Jets auf und betreibt jetzt Airbus A319 und Airbus A320.

## Flugbetrieb
Im Jahre 2021 wurden 55.904 Passagiere befördert. Im Jahre 2022 haben 20.074 Flugbewegungen stattgefunden, davon 5.110 lokale Bewegungen, 8.373 Zwischenlandungen, 3.941 Air-Taxi-Flüge, 2.110 militärische Flüge und 540 Frachtflüge. 130 einmotorige und 3 zweimotorige Flugzeuge und 2 Jetflugzeuge waren 2022 hier stationiert.
Die wichtigsten Fluggesellschaften für den Flughafen sind heute Allegiant Air und American Airlines.